# ريد بول اكس 2010
ريد بول اكس 2010 (أو ريد بول اكس1) هي سيارة خيالية ظهرت في غران تورزمو 5 على بلايستيشن 3.
قام بتصميمها المدير الفني لريد بول أدريان نيوي بالاشتراك مع كازنوري ياموتشي.

## نظرة عامة
قام بتصميم السيارة كلا مني أدريان نيوي، كازنوري ياموتيشي ورئيس مهندسين فريق سباقات ريد بول كسيارة حصرية للعبة كازنوري غران تورزمو 5. السيارة صممت كسيارة سباق متكاملة، وقد تفوقت في السرعة والتعامل مع السيارة والنقل على سيارات الفورمولا 1.
تتميز بمقاومة الهواء القليلة جداً
كما تم تسجيل سرعتها القصوى 469 كم في الساعة، لكنها تستطيع أن تجتاز 500 كم في الساعة.